# Japurá (Amazonas)
Japurá est une ville brésilienne de l'ouest de l'État de l'Amazonas.

## Géographie
Sa population était de 5 291 habitants au recensement de 2007. La municipalité s'étend sur 55 791 km2.
Elle fait partie de la mésorégion Nord de l'Amazonas et dans la microrégion de Japura.